# Hans von Morsey-Picard
Hans Freiherr von Morsey-Picard (* 15. August 1854 in Haus Osthoff als Hans Friedrich Franz Clemens Anton Maria von Morsey gen. Picard; † 30. Mai 1914 in Kassel) war ein preußischer Bergrat, Bergschuldirektor und Montanunternehmer.

## Leben und Wirken
Er stammte aus der 1572 geadelten Familie Morsie (Morsey) genannt Pickhart (Picard). 1879 wurde er als Referendar beim Oberbergamt Dortmund eingestellt und dort 1884 zum Bergassessor befördert. Als solcher erfolgte durch das Oberbergamt Halle die Ernennung zum Berginspektor und ihm wurde definitiv die von ihm bislang in Auftrag verwaltete Betriebsinspektorstelle für die fiskalische Braunkohlengrube bei Eggersdorf im Bereich des Salzamtes Schönebeck ab 1. Juni 1884 übertragen. Er erhielt fortan ein Jahresgehalt von 3000 Mark und lebte in Bad Elmen, wo er auch für das Gradierwerk und die dortige Badeanstalt zuständig war und nachhaltig den damaligen Kurbetrieb förderte. Nach drei Jahren erfolgte am 1. Oktober 1887 seine Berufung zum Direktor der Bergschule Eisleben, nachdem der vorherige Direktor Bergrat Kästner versetzt worden war. Gleichzeitig wurde Freiherr von Morsey-Picard als Bergmeister zum Bergrevierbeamten in Eisleben ernannt. Während seiner Zeit in Eisleben betätigte er sich auch nebenberuflich als Montanunternehmer und übernahm im Januar 1888 die Verwaltung des Bergregals in der Grafschaft Falkenstein für die Vizeoberjägermeister Graf Ludwig von der Asseburg-Falkenstein zu Meisdorf, insbesondere die Annahme und Präsentation sowie die Instruktion der Mutungen und die polizeiliche Aufsicht über den gesamten Bergbaubetrieb.
1891 verließ er durch Versetzung die preußische Provinz Sachsen und den Zuständigkeitsbereich des Oberbergamtes Halle und wechselte in den Dienst des Oberbergamtes Clausthal, wo er als Bergrat nunmehr das Bergrevier Kassel übernahm. Die Kontakte zur Provinz Hannover bestanden bereits einige Jahre zuvor, da er während seiner Dienstzeit im Bereich des Oberbergamtes Halle auch Bergrevierbeamter für das vormalige Amt Neustadt im Regierungsbezirk Hildesheim gewesen ist. Er lebte in Wehlheiden.
1896, im Alter von 42 Jahren, schied er aus dem preußischen Staatsdienst aus, um sich vollständig seinen privaten Montanunternehmen im Harz, im Saarland und im sächsisch-böhmischen Erzgebirge zu widmen. 1900 erwarb er als Vorsitzender der Fortuna-Gewerkschaft Schwarzenberg/Erzgeb. die Anna-Michaelis-Zeche in Brettmühl, in der vor allem Wismut gewonnen wurde. 1901 ließ er dort eine moderne Aufbereitungsanlage errichten. 
Im Juni 1906 wurden auf der 1904 stillgelegten Anna-Michaelis-Zeche heilkräftige radioaktive Bäder gegen Rheumatismus verabreicht. Der damaligen Werbung zufolge sollte sich die radioaktive Quelle auch für Trinkkuren gegen verschiedene Krankheiten eignen. Morsey-Picard als einer der Eigentümer, hoffte damals, nach dem Beispiel von Bad Salzelmen, das er aus seinem früheren Wirken in Schönebeck (Elbe) kannt, damit die Anfänge zu einem Kur- und Badeort im böhmischen Erzgebirge geschaffen zu haben. Diese Hoffnung erfüllte sich nicht. Daneben war er Vorsitzender der St. Christoph Fundgrube in Breitenbrunn und Eigentümer von fünf weiteren Grubengebäuden im Erzgebirge. Allerdings nahm keines dieser fünf Bergwerke die Produktion auf und wurden alle 1910 losgesagt. 

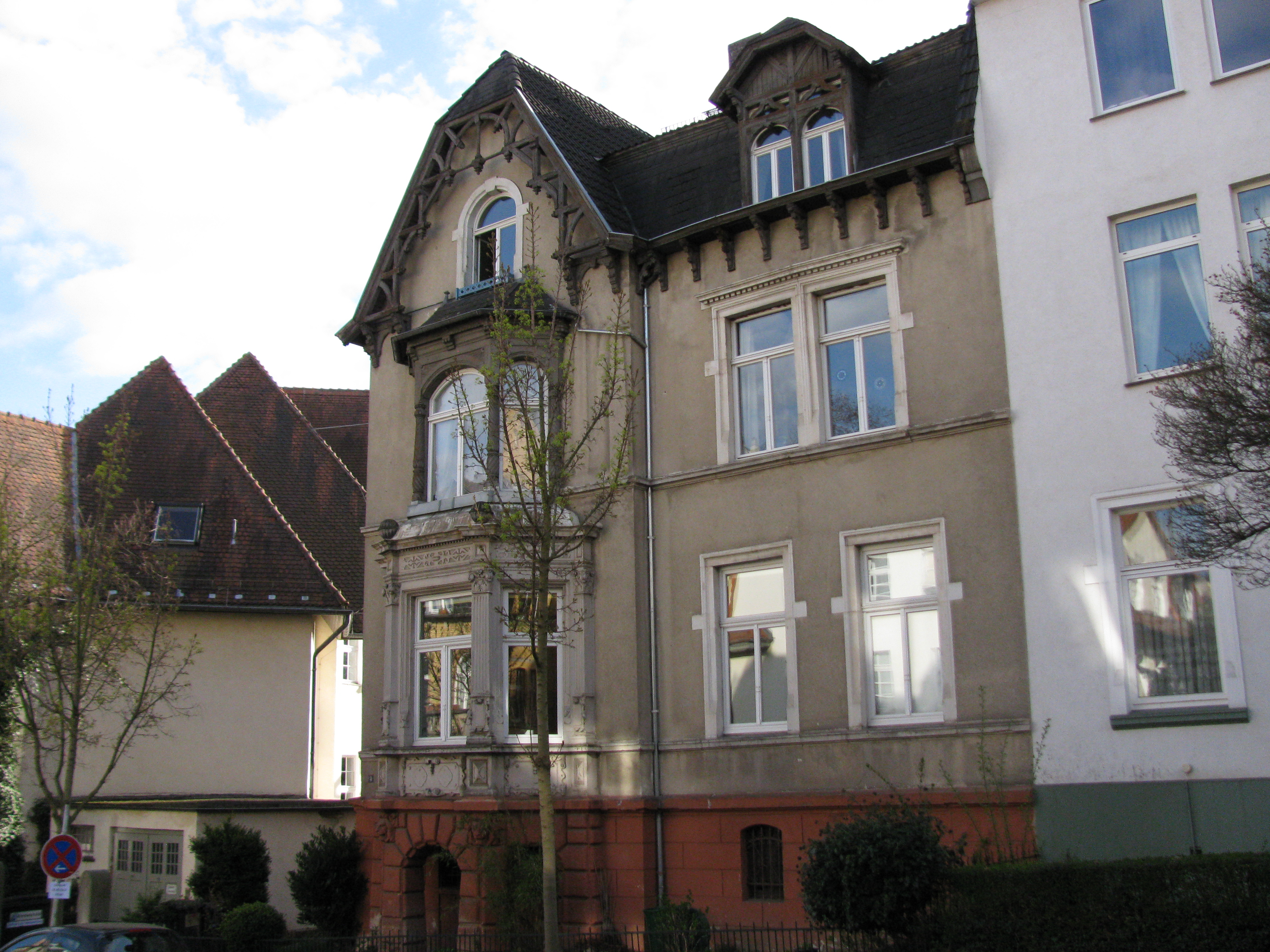
Villa von Hans von Morsey-Picard in Kassel

Im August 1909 trat Hans Freiherr von Morsey-Picard als Vorsitzender der Fortuna-Gewerkschaft Schwarzenberg zurück und konzentrierte sich in seinen letzten Lebensjahren auf seine Montanunternehmen im Raum Kassel. Im gleichen Jahr meldete er ein Patent über ein neues Verfahren zur Herstellung von Torfbriketts an, das den Verbrauch von Braunkohle verringern sollte. Auch in den USA hatte er mindestens ein Patent angemeldet.
Er starb 1914 im Alter von 62 Jahren in Kassel. Dort hatte er sich 1897 in der heutigen Olgastraße 3 eine Doppelvilla errichten lassen.